# باشگاه فوتبال پوگون شچچین
باشگاه فوتبال پوگون شچچین (انگلیسی: Pogoń Szczecin) یک باشگاه فوتبال لهستانی است که برای شهر شچچین می باشد که در لیگ برتر فوتبال لهستان حضور دارد.